# Dent (Regno Unito)
Dent è un villaggio e parrocchia civile dell'Inghilterra, appartenente alla contea della Cumbria.